# Sarah Jane Smith
Sarah Jane Smith es un personaje de ficción interpretado por Elisabeth Sladen en la longeva serie de ciencia ficción británica de la BBC Doctor Who, que también apareció en dos spin-offs de la misma.
Sarah Jane es una periodista de investigación, y una de las acompañantes de mayor duración del Doctor. Aparece en 18 historias con el Tercer y el Cuarto Doctor entre 1973 y 1976 (temporadas de la 11 a la 14). Ella y el perro robótico K-9 aparecieron en un episodio piloto de una serie que no llegó a realizarse, K-9 and Company. Regresó en los especiales del 20 aniversario de 1983, The Five Doctors, y del 30 aniversario de 1993, en la historia benéfica Dimensions in Time. Tras el regreso de la serie en 2005, apareció en varios episodios con el Décimo Doctor y también coincidió con el Undécimo Doctor en la serie de la que ella era protagonista, The Sarah Jane Adventures entre 2007 y 2011.

## Casting
El productor de Doctor Who, Barry Letts, ofreció el papel de Sarah Jane a la actriz April Walker, que aceptó el papel y fue contratada por la BBC. Cuando se encontró con Jon Pertwee, Letts se dio cuenta de que los dos tenían muy poca química ni entendimiento, y además no encajaban físicamente, por lo que rescindió el contrato con ella, que aun así recibió el salario de la temporada completa. Letts comenzó una segunda ronda de cástines y vio a Elisabeth Sladen tras una recomendación de un colega productor de la BBC, Bill Slater, que había elegido a la actriz recientemente en dos episodios separados de Z-Cars. Sladen hizo su audición junto al actor Stephen Thorne y al impresionar a Letts, organizó un encuentro de ella con Pertwee antes de tomar la decisión. Pertwee, detrás de Sladen, levantó el pulgar a Letts, que entonces le ofreció el papel. Los detalles completos del casting fueron revelados a principios de 2012 cuando la historia completa se contó en el DVD de Invasion of the Dinosaurs, en el tiempo en que April Walker hizo las primeras declaraciones sobre el tema en un fanzine de Docto Who, Nothing At The End of The Lane.

## Apariciones

### Televisión

#### Serie clásica
Sarah Jane apareció por primera vez en la historia del Tercer Doctor The Time Warrior (1973), donde logró infiltrarse en una organización secreta de investigaciones fingiendo que era su tía, Lavinia Smith, una famosa viróloga. Presentada como una ardiente feminista, Sarah Jane se cuela en la TARDIS y se ve metida en una batalla contra los alienígenas militares Sontaran en la Edad Media. Después, acompañaría al Doctor en varios viajes en la TARDIS, ayudando también a UNIT, dirigida por el Brigadier Lethbridge-Stewart (Nicholas Courtney) en varias ocasiones. Tras la marcha de Jon Pertwee, Sarah Jane se quedó con el Cuarto Doctor (Tom Baker), a partir de su regeneración en Planet of the Spiders (1974). En los siguientes tres seriales, Sarah y el acompañante Harry Sullivan (Ian Marter) se enfrentan a los tres enemigos más icónicos de la serie, los Sontarans, los Daleks y los Cybermen. En Genesis of the Daleks, Sarah está presente en la creación de los Daleks y conoce a su creador Davros (Michael Wisher). Sarah Jane se marchará en el serial de la decimocuarta temporada The Hand of Fear (1976) después de que el Doctor reciba una llamada a su planeta natal, Gallifrey. Respecto a su caracterización en este periodo, Elisabeth Sladen describió a Sarah como "un poco plana. Cada semana solía ser 'Sí, Doctor, no Doctor'..."
Después de su periodo como acompañante regular, Sladen volvió al papel de Sarah Jane en un episodio piloto que no tuvo éxito para una serie spin-off basada en la serie, K-9 and Company. En este piloto, titulado A Girl's Best Friend, Sarah Jane recibe al perro robótico K-9 Modelo III como regalo de Navidad del Doctor. La siguiente aparición de Sarah Jane sería en Doctor Who en el episodio especial del 20 aniversario de 1983, The Five Doctors, donde es transportada a Gallifrey por el Señor Presidente Borusa (Philip Latham) para tomar parte en los Juegos de Rassilon en la Zona Muerta, creada por el fundador de los Señores del Tiempo, Rassilon (Richard Mathews). Allí, se reúne con el Tercer Doctor, y también conoce al Primero, el Segundo y el Quinto. The Five Doctors muestra que Sarah Jane aún tiene y trabaja con K-9. El personaje aparecería también en el especial Dimensions in Time de 1993, que era un crossover con la serie EastEnders, donde varios Doctores y acompañantes eran transportada al Albert Square como parte de una trama de Rani (Kate O'Mara). Aunque Sladen no volvería a hacer apariciones oficiales en Doctor Who hasta 2006, la actriz continuó con el personaje en dramas de audio y la película no oficial Downtime (1995) junto al Brigadier y a la acompañante del Segundo Doctor, Victoria Waterfield (Deborah Watling).

#### Nueva serie y spin-offs
Después de que Russell T Davies resucitó la serie en 2005, Sladen volvió a la misma en el episodio de la segunda temporada School Reunion (2006). Este episodio muestra que Sarah Jane seguía trabajando junto a K-9 cuando se encuentra con el Décimo Doctor (David Tennant) mientras ambos investigan sucesos misteriosos en un colegio a cargo del director Finch (Anthony Head). El episodio revela que, tras esperar su regreso durante años, Sarah asumió que el Doctor había muerto, aunque había sospechado que tenía algo que ver con el asunto de la nave alienígena sobre Londres en el especial navideño The Christmas Invasion. Al conocer a Sarah Jane, la entonces acompañante regular, Rose Tyler (Billie Piper) ve su propio futuro después del Doctor. Aunque el K-9 Modelo III aún ayudaba a Sarah Jane, estaba estropeado, siendo reparado por el Doctor. Después de que K-9 se sacrificara para salvar a Sarah y al Doctor, este le regala a Sarah un nuevo modelo, el K-9 Modelo IV, y acepta su consejo de que permita que el novio de Rose, Mickey Smith (Noel Clarke) se una a la TARDIS como su segundo acompañante. El éxito de School Reunion permitió el desarrollo de The Sarah Jane Adventures, protagonizada por Sladen como Sarah Jane, y producida por BBC Wales para CBBC.
En The Sarah Jane Adventures, Sarah Jane investiga actividad alienígena encubierta desde su casa en Bannerman Road en Ealing, conduciendo un Nissan Figaro color verde esmeralda, con ayuda de la supercomputadora inteligente Mr Smith (Alexander Armstrong), un escáner de actividad alienígena y un pintalabios sónico. En el episodio inicial especial, Invasion of the Bane (2007), Sarah adopta un hijo: la creación de Bane, creada genéticamente como un niño genio, Luke Smith (Tommy Knight), y entabla amistad con su vecina Maria Jackson (Yasmin Paige) mientras investiga a la líder de Bane, la Sra. Wormwood (Samath Bond). Sarah se da cuenta de que desde que los conoce ya no le gusta vivir sola. Revela que no se casó nunca después de dejar al Cuarto Doctor, a quien nadie podía compararse. En algún punto entre School Reunion y Invasion of the Bane, K-9 ha abandonado a Sarah para cerrar un agujero negro, contactando ocasionalmente con ella, por el desarrollo de la serie K-9, de cuyos derechos era dueño Bob Baker. K-9 sólo aparece en dos episodios en la primera temporada. En la primera temporada, Sarah aprende a ser una madre para Luke, mientras refuerza su amistad con Maria, la persona en quien Sarah "confía más". Junto a Luke y su amigo Clyde Langer, detienen varias amenazas en la tierra contemporánea. Entre ellas, se incluye al Trickster (Paul Marc Davis) una entidad cósmica que realiza alteraciones en la línea del tiempo para causar caos y destrucción, y que se convierte en un enemigo recurrente de Sarah Jane. También se enfrenta a los Slitheen, una familia de alienígenas criminales que ya había aparecido en Doctor Who, y encuentra a una aliada en la búsqueda alienígena, la Profesora Rivers. En escenas de viaje en el tiempo vemos a una joven Sarah Jane de 13 años (Jessica Ashworth), que tras la muerte de su mejor amiga, Andrea Yates (Jane Asher) decidió luchar para defender la vida.
Sarah Jane vuelve a aparecer en Doctor Who en el episodio final doble de la cuarta temporada, The Stolen Earth / Journey's End (2008), un crossover entre Doctor Who, Torchwood y The Sarah Jane Adventures. Cuando los Daleks invaden la tierra, Sarah es convocada junto a la oficial de UNIT Martha Jones (Freema Agyeman) y el líder de Torchwood, Jack Harkness (John Barrowan), por la antigua primera ministra, Harriet Jones (Penelope Wilton) para ayudar al Doctor a salvar el universo. Davros (Julian Bleach) reconoce a Sarah de su encuentro en Genesis of the Daleks. En la segunda temporada de The Sarah Jane Adventures, Maria se muda a América y Sarah conoce a una nueva vecina, Rani Chandra (Anjli Mohindra). En el episodio final de la temporada, su viejo amigo, el Brigadier Lethbridge-Stewart, le ayuda contra la Sra. Wormwood y los Sontaran. Sarah se toma esta amenaza como algo personal ya que Wormwood afirma que es en cierto sentido la verdadera madre de Luke. K-9 no aparece en toda esta temporada de la serie.
En la tercera temporada, Sarah conoce a un nuevo enemigo, el ladrón de cuerpos Androvax, y nuevos aliados en la policía interplanetaria, los Judoon (de Doctor Who). En un episodio doble, Sarah Jane logra recuperar a K-9 de forma regular (después de que se llegara a un acuerdo con los creadores de K9). En un episodio crossover con Doctor Who, The Wedding of Sarah Jane Smith, Sarah revela su intención de casarse con su prometido, Peter Dalton. Sin embargo, se revela que el matrimonio forma parte de un plan del Trickster. El Décimo Doctor (Tennant) aparece para detener la boda y frustrar los planes del Trickster de que Sarah abandonara la lucha alienígena, y le explica a Sarah que el Trickster es un poderoso antiguo miembro del así llamado Panteón de la Discordia. El serial revela que Sarah le debe su independencia económica al testamento de su tía Lavinia. Al final de la temporada, cuando Luke enferma gravemente por culpa de los Slitheen, Sarah llega al extremo de matarles usando a Mr Smith como arma. La siguiente aparición de Sarah Jane será un cameo en el episodio especial final del Décimo Doctor, El fin del tiempo, en 2010. Cuando el Doctor está muriéndose poco a poco envenenado por radiación nuclear, este hace visitas rápidas a sus mejores amigos y acompañantes. El Doctor salva la vida de Luke cuando está a punto de atropellarle un coche, y le da una silenciosa despedida a Luke y Sarah Jane.
En la cuarta temporada (2010) de The Sarah Jane Adventures, Sarah ve cómo Luke se va a la universidad, pero sigue sus aventuras con Rani y Clyde. El trío conoce al Undécimo Doctor (Matt Smith), sí como a la inmediata antecesora de Sarah en el papel de acompañante del Doctor, Jo Grant (Katy Manning), en el episodio Death of the Doctor, en el que unos alienígenas falsean la muerte del Doctor para lograr acceso a la TARDIS usando los recuerdos de Jo y Sarah Jane. La quinta y última temporada de la serie se emitió en 2011, y fue mucho más corta debido a la muerte de Elisabeth Sladen. En la primera historia, Sarah adopta una nueva hija, Sky Smith (Sinead Michael) una niña alienígena creada genéticamente con habilidades relacionadas con el magnetismo. La última aparición de Sarah Jane fue en The Man Who Never Was, que terminó con un montaje de imágenes de archivo conmemorando la historia de Sarah Jane desde que era una investigadora solitaria hasta que se convirtió en una madre rodeada de amigos. La serie termina con la frase final: "Y la historia continúa... para siempre".

### Novelas y dramas de audio
Sarah Jane aparece en numerosas novelas y relatos cortos de Doctor Who, y aunque no existen novelas originales de The Sarah Jane Adventures, muchos de los episodios de televisión han sido novelizados.
Entre las temporadas 13 y 14 de la serie clásica, Sladen apareció como Sarah Jane, junto a Tom Baker como el Cuarto Doctor, en un audioteatro en LP titulado The Pescatons (1976). También apareció con Baker en un episodio de un radioteatro de la BBC, Exploration Earth, el 4 de octubre de 1976. Años más tarde aparecería en otros dos radioteatros junto a Jon Pertwee en los años noventa, The Paradise of Death y The Ghosts of N-Space.
Sarah Jane apareció en dos historias en audio basadas en The Sarah Jane Adventures publicadas en CD noviembre de 2007, The Glittering Storm y The Thirteenth Stone, ambas historias narradas por Elisabeth Sladen, siendo la primera vez que BBC Audiobooks creaba contenido inédito para lanzarlo exclusivamente en audio. Seguirían lanzándose historias de audio en parejas hasta 2010 con la voz de Sladen. In 2011, two audio stories were read by Daniel Anthony and Anjii Mohindra. She also appears, voiced by Sladen, in her own range of Big Finish audio dramas, consisting of nine stories released in 2002 and 2006.
Como ocurre con Doctor Who, la canonicidad de todo el material que no aparece en televisión, ya sean novelas o audios, es incierta, e incluso no tiene por qué guardar una continuidad ni entre sí mismos. Por ejemplo, las novelas mencionan el matrimonio de Sarah Jane, un hecho que contradicen el audioteatro Dreamland y varios episodios de The Sarah Jane Adventures.

## Recepción, impacto y legado
Sarah Jane Smith ha sido votada repetidamente como la acompañante más popular de Doctor Who, aunque en los últimos tiempos el personaje ha competido en popularidad con Rose Tyler. Ace también ganó el título en el pasado. Sladen pensaba que parte de su popularidad vino de trabajar junto a Pertwee y Baker, dos de los más populares Doctores. Daniel Martin de The Guardian la nombró mejor acompañante en 2007, escribiendo que su "naturaleza enfáticamente entusiasta" la hizo muy querida. Gavin Fuller, de The Daily Telegraph también puso a Sarah en el número uno, alabando la interpretación de Sladen y diciendo que ella mostraba "gran determinación y valentía".
En 2012, Toby Whithouse, que escribió el regreso de Sarah Jane en School Reunion, dijo que ella era su acompañante favorita de la serie clásica. Respecto al impacto del personaje, Whithouse dijo:

"Se debe a que era una acompañante divertida, y creo que redefinió el papel de la acompañante más que ninguna otra antes que ella. Hay elementos de Sarah Jane Smith que se pueden encontrar en todas las acompañantes posteriores hasta Amy. Cambió a la acompañante, de ser una persona histérica bastante inútil, a una igual del Doctor, activa, fuerte y con su propia opinión. Y, en ese tiempo, es sabido que eso era algo muy extraordinario de lograr. Ese no era el rol que la acompañante, o la mujer, se suponía que debían representar. Debían representar a la víctima, debían representar algo decorativo. Creo que lo que Lis Sladen hizo con ese personaje es muy extraordinario. Hemos olvidado lo revolucionaria que fue en su momento."